# Cucullia inderiensis
Cucullia inderiensis är en fjärilsart som beskrevs av Herrich-Schäffer 1852. Cucullia inderiensis ingår i släktet Cucullia och familjen nattflyn. Inga underarter finns listade i Catalogue of Life.